# الهرط الغربي
الهرط الغربي قرية سورية تتبع ناحية السعن في منطقة سلمية في محافظة حماة. بلغ عدد سكانها 352 نسمة في عام 2004 حسب إحصاء المكتب المركزي للإحصاء.